# Vladimír Peroutka
Vladimír Peroutka (květen 1902 – 18. květen 1956 Praha) byl český novinář, redaktor a vydavatel. Je znám především jako autor scénáře filmu Eva tropí hlouposti.

## Rodinný život
Byl ženat s Růženou rozenou Lechnýřovou (1904 - 1944, tanečnice, divadelní a filmová herečka, vystupující pod jménem Iža Lechnýřová), manželé žili ve 30. letech 20. století v žižkovské Křížkovského ulici.

## Dílo
V letech 1933–1943 redigoval časopis Ahoj (respektive Ahoj na neděli). Jako zkušený novinář v letech 1935–1936 působil jako vedoucí redaktor, úředně zodpovědný za obsah časopisu Malý Hlasatel (později přejmenovaný na Mladého hlasatele). V letech 1945–1948 řídil časopis Světový pramen zábavy a poučení.

### Filmografie
- Eva tropí hlouposti (1939) – scénář podle románu Fan Vavřincové, režie Martin Frič
- Neviděli jste Bobíka? (1944) – námět

### Redakce
- Ahoj (týdeník; v Praze, Melantrich, 1933-1943)
- Světový zdroj zábavy a poučení (čtrnáctideník, měsíčník; Praha Melantrich, 1939-1945 Zobrazení exemplářů s možností jejich objednání
- Květnová revoluce, obrazový památník hrdinství a slávy z velkých dnů lidového povstání (V Praze : Melantrich, 1945)
- Světový pramen zábavy a poučení (čtrnáctideník; v Praze, Jedličkův ústav pro zmrzačelé, 1945-1948)
- Magazin Pramene na rok] 1947 'V Praze, Melantrich, 1946)
- Letní magazin Pramene na rok 1947 (V Praze, Melantrich, 1947)
- Pramen moderní ženy (V Praze, Kulturní komise čsl. strany nár. socialistické, 1947-1948)
- Zimní magazin Pramene 1948 (V Praze : Melantrich, 1947)

### Ostatní
- Zlatá píšťalka (Hudební komedie o 4 dějstvích; autoři Jaroslav Přibík a Vladimír Peroutka, texty písní Karel Melichar-Skoumal, hudba Miloš Smatek, Praha, Dilia, 1959) - hráno 1960 v Teplicích a 1961 v Československé televizi

## Zajímavost
Jak vyprávěl spisovatel Jiří Brdečka, Vladimír Peroutka ho okolo roku 1940 požádal o to, aby napsal povídky parodující tehdejší kovbojky. Tak Brdečku inspiroval k napsání divadelní hry, která se později stala námětem úspěšného filmu Limonádový Joe.